# Auxon (Aube)
Auxon és un municipi francès situat al departament de l'Aube i a la regió del Gran Est. L'any 2007 tenia 971 habitants.

## Demografia

### Població
El 2007 la població de fet d'Auxon era de 971 persones. Hi havia 368 famílies de les quals 96 eren unipersonals (36 homes vivint sols i 60 dones vivint soles), 116 parelles sense fills, 132 parelles amb fills i 24 famílies monoparentals amb fills.
La població ha evolucionat segons el següent gràfic:
Habitants censats

### Habitatges
El 2007 hi havia 437 habitatges, 373 eren l'habitatge principal de la família, 42 eren segones residències i 22 estaven desocupats. 415 eren cases i 20 eren apartaments. Dels 373 habitatges principals, 307 estaven ocupats pels seus propietaris, 61 estaven llogats i ocupats pels llogaters i 5 estaven cedits a títol gratuït; 3 tenien una cambra, 11 en tenien dues, 67 en tenien tres, 94 en tenien quatre i 198 en tenien cinc o més. 264 habitatges disposaven pel capbaix d'una plaça de pàrquing. A 170 habitatges hi havia un automòbil i a 163 n'hi havia dos o més.

### Piràmide de població
La piràmide de població per edats i sexe el 2009 era:
| Homes | Edats   | Dones |
| ----- | ------- | ----- |
| 0     | 95 o +  | 0     |
| 0     | 90 a 94 | 12    |
| 0     | 85 a 89 | 4     |
| 4     | 80 a 84 | 16    |
| 24    | 75 a 79 | 72    |
| 24    | 70 a 74 | 8     |
| 24    | 65 a 69 | 28    |
| 28    | 60 a 64 | 32    |
| 8     | 55 a 59 | 12    |
| 48    | 50 a 54 | 20    |
| 44    | 45 a 49 | 40    |
| 36    | 40 a 44 | 40    |
| 36    | 35 a 39 | 40    |
| 16    | 30 a 34 | 40    |
| 8     | 25 a 29 | 4     |
| 24    | 20 a 24 | 20    |
| 44    | 15 a 19 | 32    |
| 40    | 10 a 14 | 16    |
| 44    | 5 a 9   | 32    |
| 32    | 0 a 4   | 0     |

## Economia
El 2007 la població en edat de treballar era de 573 persones, 429 eren actives i 144 eren inactives. De les 429 persones actives 391 estaven ocupades (221 homes i 170 dones) i 38 estaven aturades (16 homes i 22 dones). De les 144 persones inactives 45 estaven jubilades, 40 estaven estudiant i 59 estaven classificades com a «altres inactius».

### Ingressos
El 2009 a Auxon hi havia 372 unitats fiscals que integraven 919,5 persones, la mediana anual d'ingressos fiscals per persona era de 15.894 €.

### Activitats econòmiques
Dels 48 establiments que hi havia el 2007, 2 eren d'empreses alimentàries, 12 d'empreses de construcció, 16 d'empreses de comerç i reparació d'automòbils, 2 d'empreses de transport, 1 d'una empresa d'hostatgeria i restauració, 1 d'una empresa d'informació i comunicació, 5 d'empreses immobiliàries, 1 d'una empresa de serveis, 4 d'entitats de l'administració pública i 4 d'empreses classificades com a «altres activitats de serveis».
Dels 14 establiments de servei als particulars que hi havia el 2009, 3 eren tallers de reparació d'automòbils i de material agrícola, 3 paletes, 2 guixaires pintors, 1 fusteria, 2 lampisteries, 1 electricista, 1 perruqueria i 1 restaurant.
Dels 4 establiments comercials que hi havia el 2009, 1 era un hipermercat, 1 una botiga de menys de 120 m², 1 una botiga d'electrodomèstics i 1 una joieria.
L'any 2000 a Auxon hi havia 17 explotacions agrícoles que ocupaven un total de 1.220 hectàrees.

## Equipaments sanitaris i escolars
L'únic equipament sanitari que hi havia el 2009 era una farmàcia.
El 2009 hi havia 1 escola maternal i 1 escola elemental.

## Poblacions més properes
El següent diagrama mostra les poblacions més properes.